# 11499 Duras
11499 Duras (1989 RL) là một tiểu hành tinh vành đai chính được phát hiện ngày 2 tháng 9 năm 1989 bởi E. W. Elst ở Đài thiên văn Haute-Provence.